# Hetepheres I
Hetepheres I (27e-26e eeuw v.Chr.) was de eerste vroeg-dynastieke koningin van de 4e dynastie van Egypte en regeerde aan de zijde van koning (farao) Snofroe. Zij was de moeder van de latere farao Choefoe.

## Positie
Als koninklijke moeder en dochter van farao Hoeni had Hetepheres waarschijnlijk een invloedrijke positie binnen het hof. Ze liet mee de piramiden van Snofroe bij Meidum en Dashur bouwen en begon aan de bouw van de piramide van haar zoon Choefoe in Gizeh.
Een passage op haar troon van de regeringsperiode van Choefoe laat zien dat zij weleens de reële macht in handen zou kunnen gehad hebben: 'Hetepheres, Koningin-moeder, Gids van de farao, dochter van dé god (Ra)'.
De vorige Egyptische koningin was mogelijk Meresanch I. Opvolgster van Hetepheres I was Meritites I.

### Titels
Van Hetepheres I zijn als koninginnentitels bekend:
- Moeder van de dubbele koning (mwt-niswt-biti)
- Godsdochter (s3t-ntr)

## Graf
In 1925 werd haar tombe in Gizeh opgegraven (de vondsten staan nu in Caïro) waar bijna al haar grafgiften nog aanwezig waren, haar canopen intact stonden (de oudste in Egypte) en haar sarcofaag nog verzegeld stond. Toen de archeologen de kiste echter open maakten, bevond er zich niets in.
De piramide G1a in Gizeh zou ook van haar kunnen zijn, dit verklaart misschien waarom er geen lichaam in de sarcofaag lag; eerst werd ze in de piramide begraven, maar al snel werd haar graf geroofd, toen dit ontdekt werd beval haar zoon, Choefoe, haar in een meer verborgen plaats te begraven samen met de overblijvende grafinhoud. De ambtenaren merkten echter dat de mummie ook verdwenen was maar ze verzegelden de kist opnieuw en deden alsof het lichaam nooit weggeweest was.

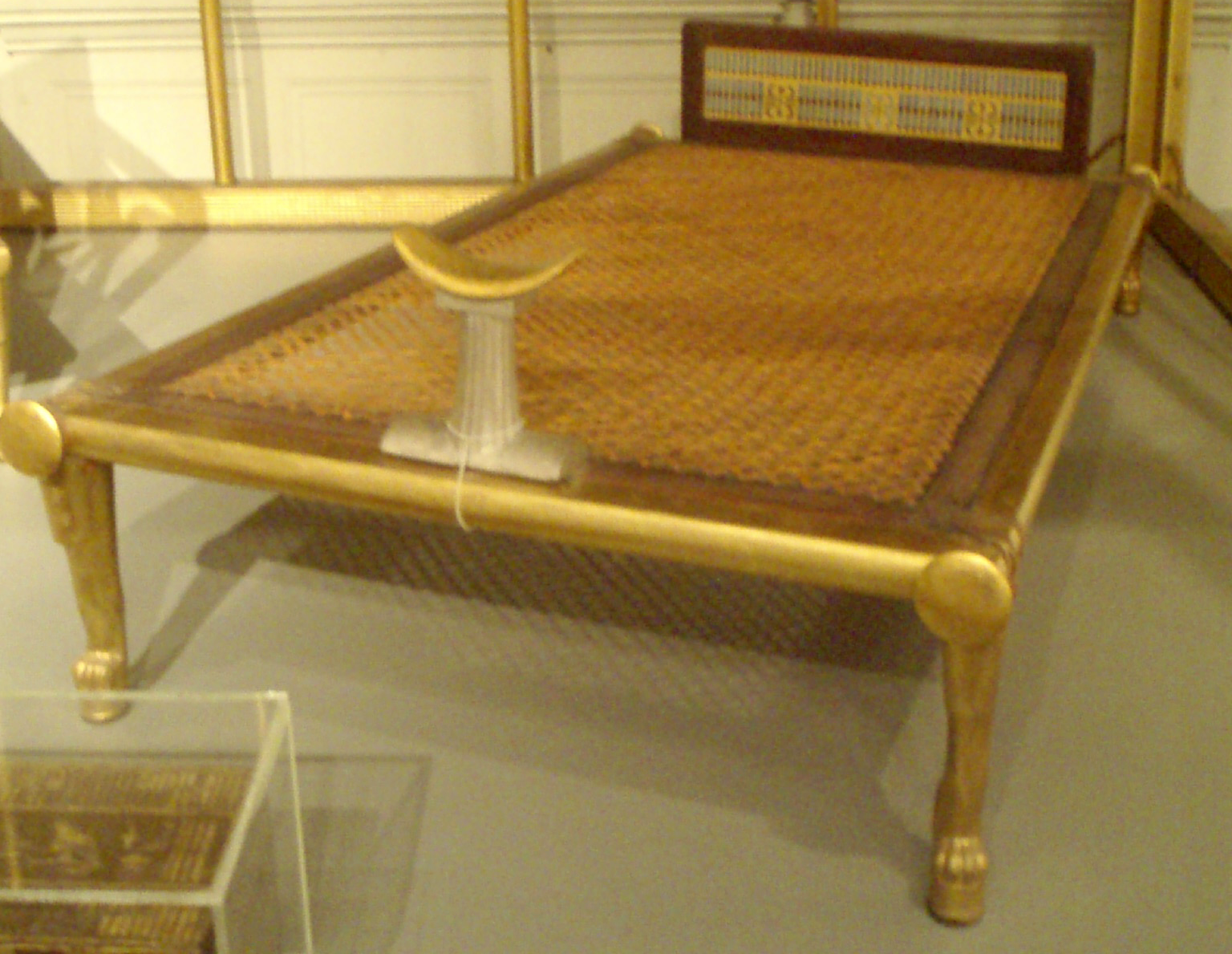
Bed met hoofdsteun.
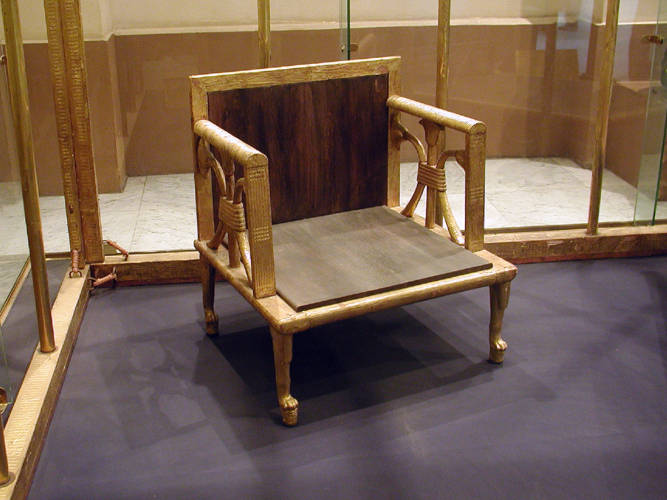
Stoel
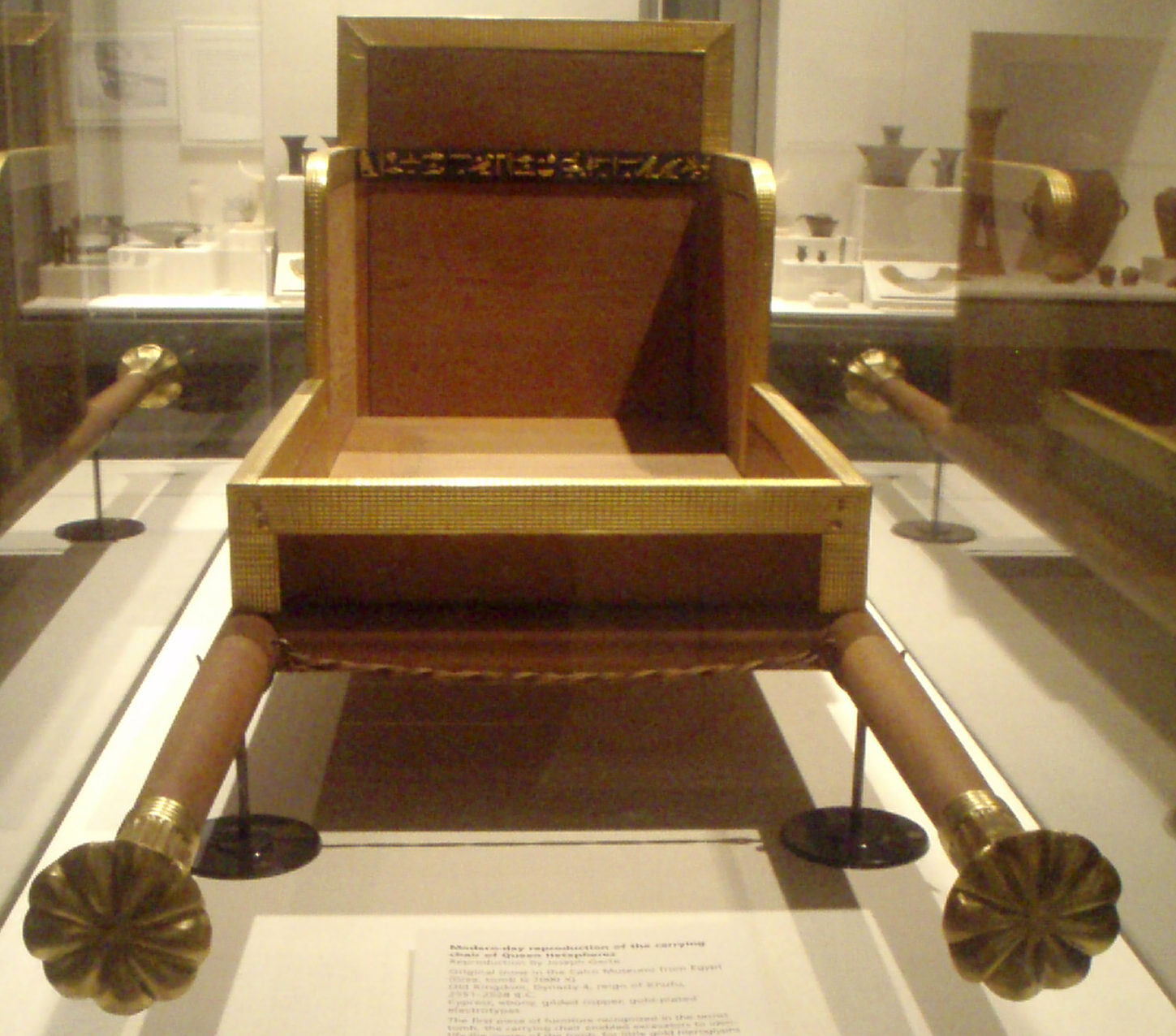
Draagbare stoel
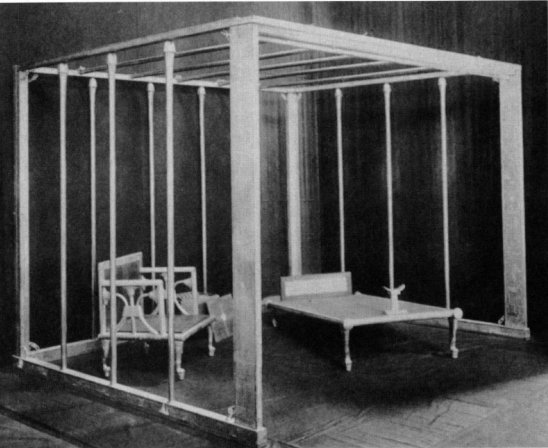
Grafmeubilair uitgestald